# NGC 2639
NGC 2639 è una galassia a spirale situata nella costellazione dell'Orsa Maggiore, a una distanza di circa 168 milioni di anni luce dalla nostra Via Lattea.

## Scoperta
La galassia è stata scoperta il 16 febbraio 1788 dall'astronomo britannico di origine tedesca William Herschel.

## Descrizione

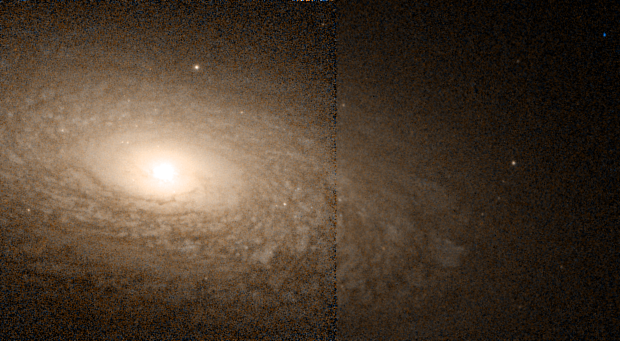
NGC 2639 nelle immagini riprese dal Telescopio spaziale Hubble.

NGC 2639 ha una classe di luminosità I.
Il database SIMBAD la classifica come galassia LINER, cioè una galassia il cui nucleo presenta uno spettro di emissione caratterizzato da larghe righe di atomi debolmente ionizzati.
NGC 2639 è una galassia attiva del tipo Seyfert 1.9.